# Río Gayá
El Gayá (en catalán Gaià) es un río que discurre por varias comarcas de la provincia de Tarragona, al sur de Cataluña. Nace en el municipio de Santa Coloma de Queralt, en la comarca de la Cuenca de Barberá. Atraviesa los municipios de Las Pilas y  Pontils en la misma comarca, Querol, Puente de Armentera, Aiguamurcia (donde trascurre cerca del Monasterio de Santes Creus), Villarrodona, Montferri y bordeando el término municipal de Vilabella y Salomó. Finalmente, en la comarca del Tarragonés, se encuentra con el pantano del Gayá, delimitando los municipios de Renau y Vespella, y cruzando, tras el pantano, El Catllar, La Riera de Gaià para desembocar en el mar Mediterráneo cerca de Altafulla, pero en el municipio de Tarragona, cerca de la urbanización de Tamarit.
El pantano de Gayá, inaugurado en 1975, permite a Repsol, propietaria del embalse, aprovechar las aguas para la industria petroquímica del Campo de Tarragona. En consecuencia, no fluye suficiente agua en los 11 km finales del río, ya que el pantano la retiene toda, destruyendo el ecosistema que alberga especies amenazadas como el barbo colirrojo o el galápago leproso. En la actualidad, se destinan proyectos para su recuperación, incluyendo la recuperación del espacio protegido del delta, donde se empieza a observar la recuperación de especies. Recientemente se ha empezado a recuperar el caudal ecológico produciendo así un nuevo delta que años atrás no existía.